# Per Anders Olsson Lille
Per Anders Olsson Lille, (alias Pajkatt), född 19 september 1992, är en svensk professionell Dota 2-spelare.

## Karriär
Lille började sin professionella DotA karriär 2009 i laget Xeo Divine. Efter några månader lämnade han laget och agerade inhoppare åt andra lag under början av 2010. Efter bra prestationer gick Lille med i GGnet tillsammans med Clement Ivanov och Kuro Salehi Takhasomi.
Lille hoppade över till Dota 2 tillsammans med sitt lag från DotA och deltog i The International 2011 där de hamnade på en 7-8 plats. Lille var den spelare i turneringen som hade högst guld per minut av alla spelare under hela turneringen.
I slutet av 2011 gick Lille med i Evil Geniuses och spelade tillsammans med Clinton Loomis och andra DotA veteraner. Efter 3 månader lämnade Lille Evil Geniuses för att gå med i eXperience Gaming tillsammans med Jonathan Berg, Joakim Akterhall och Johan Nyhlén. Efter några månader plockade Counter Logic Gaming upp spelarna i eXperience Gaming och där spelade Lille i åtta månader.
I slutet av 2012 lämnade Lille Counter Logic Gaming för att istället spela för LGD International. Efter mediokra resultat i LGD International valde Lille att lämna laget i slutet av 2013. Under de kommande åren spelade Lille för flera olika organisationer men uppnådde inga stora resultat.
2017 blev Lille upplockad av OpTic Gaming där de kvalade till The International 2018 där de hamnade på en 7-8 plats. Kort efter förlusten i gruppspelen i TI8 lämnade Lille OpTic Gaming. I slutet av 2018 blev Lille upplockad av OG där han spelade i knappt två månader.
I mitten av 2019 blev Lille upplockad av Ninjas in Pyjamas som coach till deras Dota 2 lag. Idag är Lille inaktiv inom den professionella scenen.